# フェローテックホールディングス
株式会社フェローテックホールディングス（英：Ferrotec Holdings Corporation）は、東京都中央区日本橋に本社を置く半導体関連製品を手掛ける企業。半導体製造装置向け真空シールでは約7割の世界シェアを有している。東京証券取引所スタンダード市場上場。

## 主な事業
- 装置関連事業 - 真空シール、石英製品、セラミックス製品、CVD‐SiC製品、シリコンウエーハ加工
- 太陽電池関連事業 - 太陽電池向けシリコン結晶製造装置、太陽電池向けシリコン製品、坩堝・角槽
- 電子デバイス事業 - サーモモジュール、磁性流体

## 沿革
- 1980年（昭和55年）9月 - フェローフルイディクス社（現・Ferrotec USA Corporation）が東京都港区に日本フルイディクス株式会社を設立。
- 1988年（昭和62年）4月 - 久保田鉄工株式会社（現・クボタ）等が、フェローフルイディクス社より、当社全株式を譲受。
- 1995年（平成7年）10月 - 商号を株式会社フェローテックに変更。
- 1996年（平成8年）10月 - 株式を日本証券業協会に店頭登録。
- 1999年（平成11年）11月 - フェローフルイディクス社を株式公開買付により買収。
- 2004年（平成16年）12月 - 店頭登録を取消し、ジャスダック証券取引所に上場。
- 2013年（平成25年）7月 - 大証ジャスダックから東証ジャスダックに異動。
- 2015年（平成27年）7月 - 株式会社アドマップの株式を取得[2]。
- 2016年（平成28年）7月 - 株式会社アサヒ製作所の株式を取得。
- 2017年（平成29年）4月 - 製造及び営業事業を株式会社フェローテックへ承継し、株式会社フェローテックホールディングスへ社名変更。
- 2022年（令和4年）8月 - 東洋刃物株式会社を完全子会社化。株式会社大泉製作所を株式公開買付けにより連結子会社化[3][4]。
- 2024年（令和6年）2月 - 株式会社大泉製作所を完全子会社化[5]。

## 主なグループ会社
- 株式会社フェローテックマテリアルテクノロジーズ
- 株式会社アサヒ製作所
- アリオンテック株式会社
- 東洋刄物株式会社
- 株式会社大泉製作所